# Cèl·lula de Merkel
Les cèl·lules epitelials tàctils, cèl·lules de Merkel, cèl·lules de Merkel-Ranvier són cèl·lules especialitzades de la pell, localitzades a la capa basal de l'epidermis. Se les pot trobar aïllades, en cúmuls i en estructures anomenades doms tàctils. Les funcions de les cèl·lules de Merkel tenen a veure amb la mecanosensació, i amb la secreció neuroendocrina. Les cèl·lules s'associen i interactuen amb dendrites de fibres somatosensorials, en un complex cel·lular anomenat disc de Merkel o "disc tàctil" que és un òrgan mecanosensorial terminal de la pell.

## Embriologia
Les cèl·lules de Merkel (MC) en desenvolupament, es detecten a l'ectoderm embrionari del ratolí per primera vegada el dia E15. El desenvolupament de les cèl·lules de Merkel, s'associa en espai i temps amb el desenvolupament, dels fol·licles pilosos primaris. Durant anys es va creure que les cèl·lules epitelials tàctils o "de Merkel" derivaven embriològicament de la cresta neural, investigacions l'any 2000, van suggerir que podrien tractar-se de queratinòcits especialitzats a causa de les similituds que tenen amb aquests.

## Anatomia microscòpica

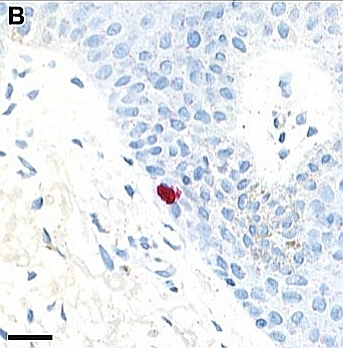
Merkel tenyida (en roig), en llur ubicació a l'epidermis. Inmunohistoquímica. Microscopi òptic.

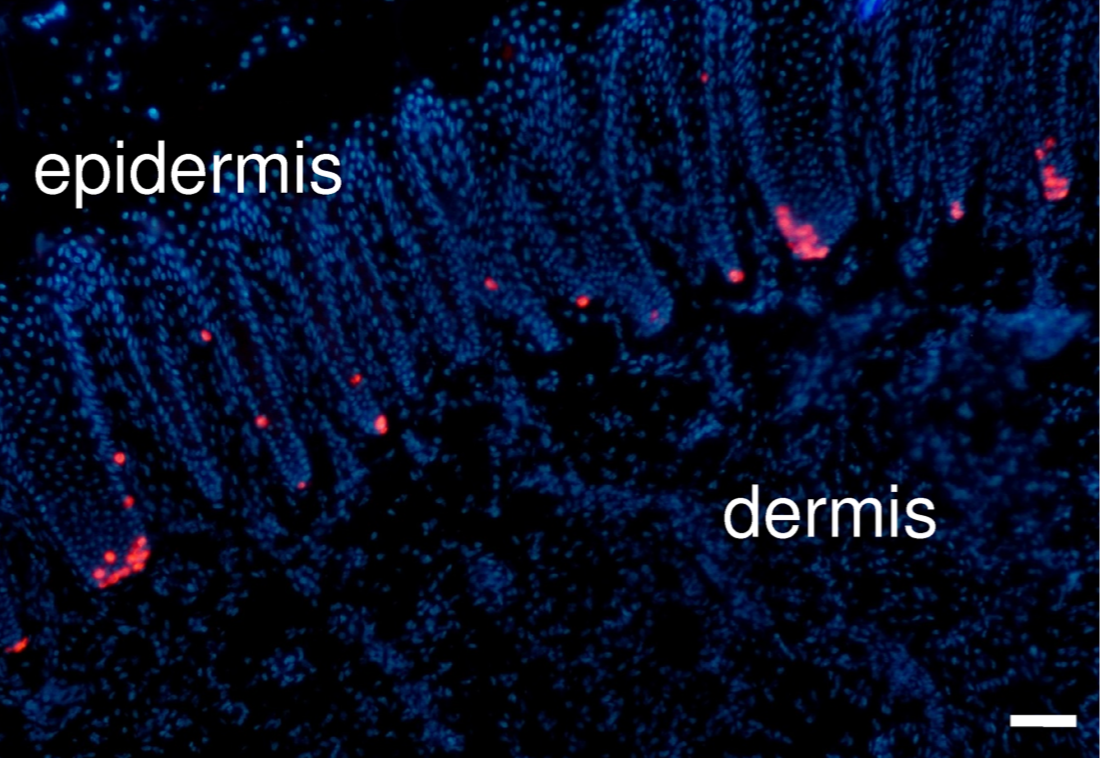
Cèl·lules de Merkel en la capa profunda de l'epidermis. Immunofluorescència i Microscòpia confocal.

Les cèl·lules de Merkel s'han descrit en moltes espècies, inclosos rèptils, peixos i mamífers, en els quals es troben a la capa basal de la pell vellosa, la pell glabra i algunes mucoses.
Microscopia òptica
Les cèl·lules tàctils (tastzellen) de Merkel amb la tinció habitual són difícils de distingir pel seu citoplasma clar. Aquestes cèl·lules amb una longitud de 15-20 μm, són més grans que les altres epitelials que la circumden. Mostren un nucli gran, vesiculós i paral·lel a la superfície de l'epiteli. Es veuen sobretot prop de l'estrat basal epidèrmic i properes als fol·licles pilosos. Sota la cèl·lula de Merkel hi ha un "menisc tàctil", un disc còncau-convex, continuat amb una fibril·la nerviosa. La mielina de la fibril·la cessa abans que arribi a la filera epidèrmica més inferior.Són fàcilment distingibles mitjançant immunohistoquímica i microscòpia confocal.
Microscopia electrònica

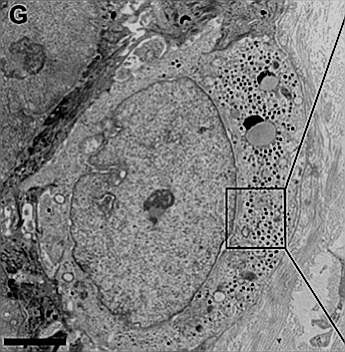
Estructura cel·lular de Merkel. Grànuls i membranes en el requadre. Microscòpia electrònica.

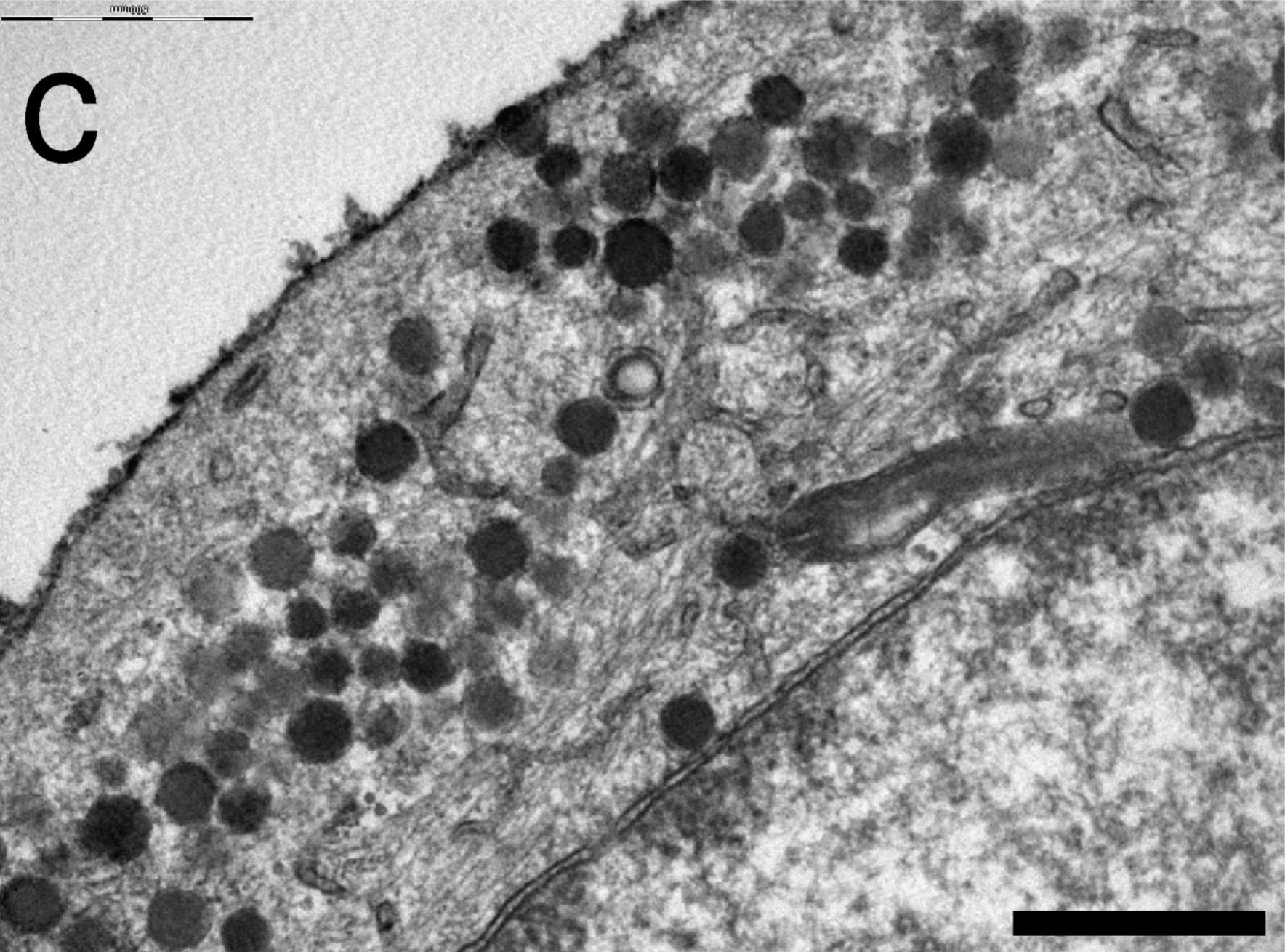
Cèl·lula de Merkel amb grànuls de centre obscur (amunt). Nucli a sota i dreta.

A la ultraestructura el citoplasma apareix clar, però conté grànuls de centre fosc (electró-densos) petits de 80-120 nm i esfèrics. També mostra filaments foscos, curts i paral·lels. El reticle endoplasmàtic és gran igual que el Golgi, cosa que demostra síntesi i secreció.
El nucli és lobulat amb indentacions profundes i paral·lel a la superfície de l'epiteli. La cromatina es mostra poc condensada, cosa que implica taxes de transcripció elevada. Es veuen un o dos nuclèols.
El citoplasma emet prolongacions amb forma de dit o espiga cap a l'epidermis, que s'interdigiten amb els queratinòcits circumdants mitjançant desmosomes. Aquí són nombrosos les unions estretes del tipus de desmosomes.
Al sector basal, les cèl·lules de Merkel presenten una especialització, de forma discoïdal que contacta directament amb dendrites pertanyents a neurones aferents.
Sinapsis de Merkel
Aquest contacte directe de la cèl·lula de Merkel, té les característiques d'una sinapsi, mostra: un espai intercel·lular inferior a 300 nm, un engrossiment de la membrana plasmàtica dels dos costats de la sinapsi, una activitat cel·lular considerable (mitocondris, reticle endoplàsmic) al costat de les cèl·lules i uns grànuls secretors en la terminació nerviosa.
Els "discos de Merkel" són sinapsis sensorials i els senyals tàctils es transmeten sinàpticament, des de les cèl·lules de Merkel a les terminacions nervioses aferents tipus Aβ.  La individualització de l'o els neurotransmissors involucrats en aquesta comunicació és dificultosa, s'han proposat la serotonina el 2016,  la noradrenalina el 2018. i glutamat el 2019.
En alguns sectors de la pell, les cèl·lules de Merkel estan envoltades per queratinòcits (KC) columnars amb morfologia diferent, incloses a la base d'un epiteli escatós estratificat més gruixut que l'epidermis circumdant. Aquesta estructura epidèrmica especialitzada es va denominar "dom tàctil".

## Localització
Les cèl·lules de Merkel es troben en els estrats més profunds de l'epidermis, es distingeixen per ser més grans, més clares que les epitelials circumdants i per posseir un gran nucli d'aspecte “vesicular”. En els humans, la distribució de les cèl·lules de Merkel a la pell de diferents regions del cos és molt variable, però es troben amb densitats més altes a les regions involucrades en la percepció tàctil, com els palmells i les puntes dels dits.

## Fisiologia

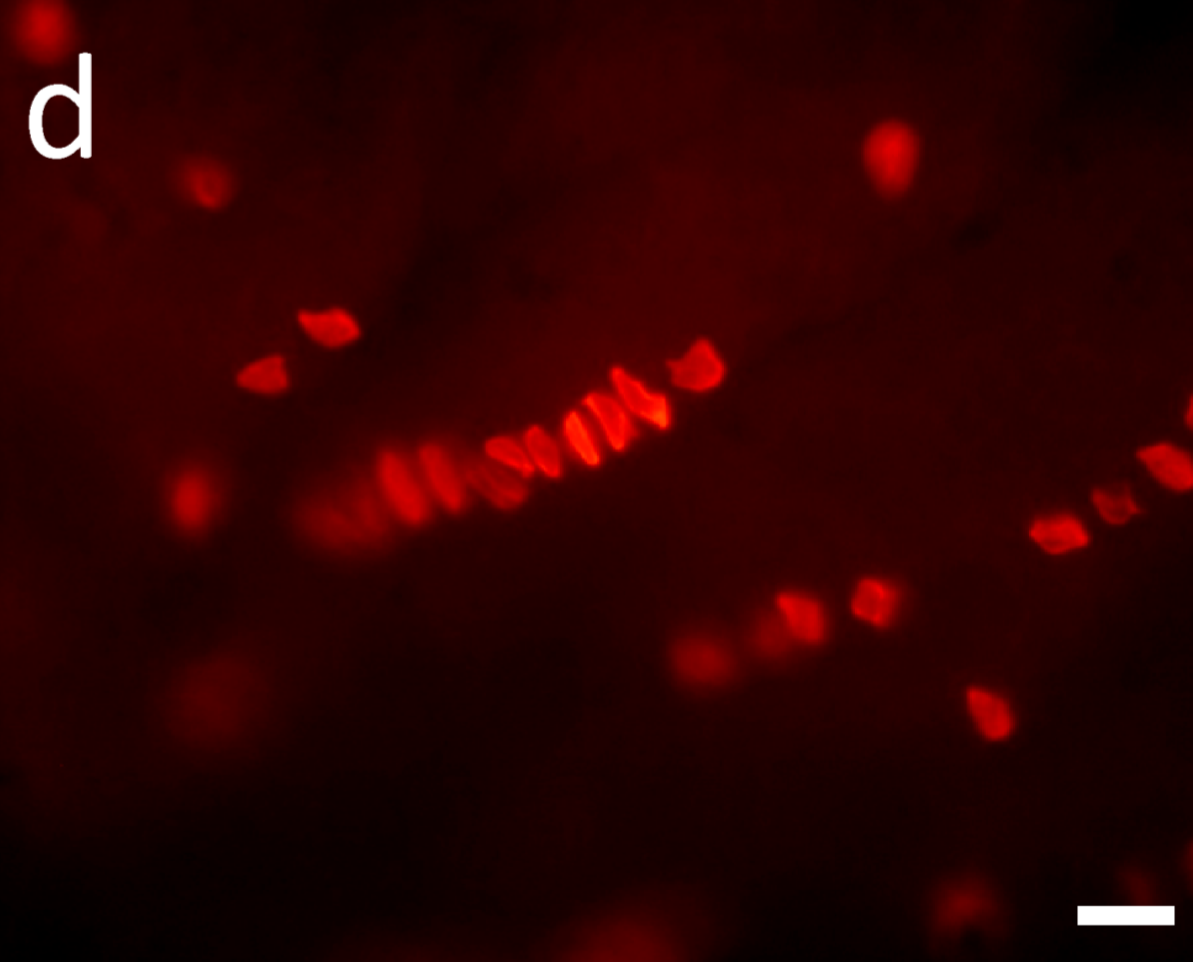
Apilament de Merkels a l'epidermis.

Les cèl·lules de Merkel (MC) són cèl·lules neuroendòcrines perquè sintetitzen, emmagatzemen i secreten un conjunt de polipèptids que són hormones neuroactives. Posseeixen característiques típiques, incloent l'expressió de cromogranina A, cromogranina B i sinaptofisina. L'expressió de pèptid intestinal vasoactiu i metionina-encefalina són específiques de les MC. Totes aquestes característiques suggereixen una forma de senyalització paràcrina o autocrina a la pell.

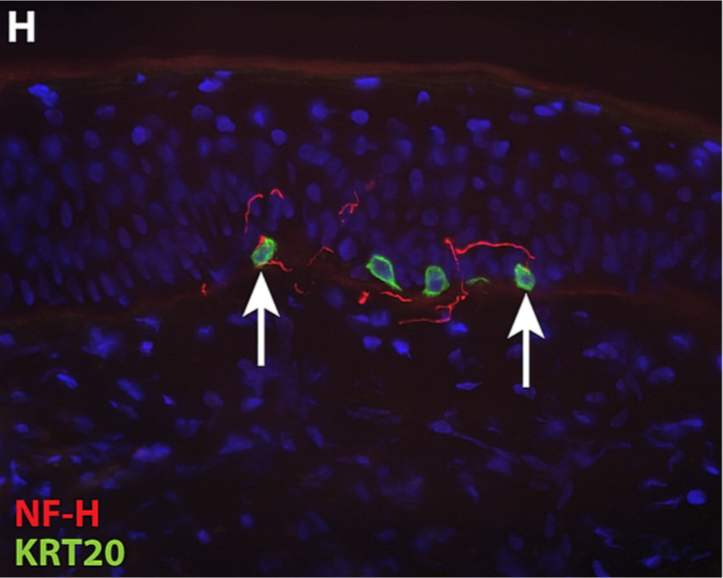
Merkel en verd i neurites en vermell.

Les MC transformen els estímuls tàctils en potencials d'acció de Ca 2+ i alliberen serotonina, després transmeten aquests senyals a les terminacions nervioses aferents de tipus Aβ. La proteïna que permet la transformació de senyals mecànics en elèctrics és el canal iònic PIEZO-2, i  la resposta al tacte lleuger. PIEZO-2 també és expressat per les cèl·lules del càncer MCC.
Les cèl·lules de Merkel s'associen amb fibres somatosensorials inervadores, en un complex anomenat "dom de tacte" que és un òrgan mecanosensorial terminal. Les cèl·lules de Merkel s'agrupen en regions de la pell que estan especialitzades per a l'agudesa tàctil alta, com els extrems dels dits, els fol·licles del bigoti i les cúpules de la pell amb pèls.
Complex cèl·lules de Merkel- Neurita o Dom sensorial epidèrmic
La seva importància mèdica rau en el fet que són capaços de produir un tipus de carcinoma. El carcinoma de cèl·lules de Merkel (CCM) és potencialment mortal i pot assemblar-se molt a una metàstasi d'un carcinoma de cèl·lules petites de pulmó o a certs limfomes que infiltren la dermis.

El CCM es va classificar segons les seves similituds amb les cèl·lules de Merkel (MC) fisiològiques de la pell.

## Recanvi cel·lular de Merkel
El 2009 es planteja que les cèl·lules de Merkel no es van marcar amb la bromodesoxiuridina, no van incorporar timidina tritiada i no van ser immunorreactius a Ki-67, de cèl·lules en proliferació. Es va postular el seu origen de cresta neural, no es va trobar que les cèl·lules de Merkel es renovessin com els queratinòcits i es va creure que tenien una llarga vida útil, semblant a les neurones.
En 2013 es planteja que les cèl·lules epidèrmiques de Merkel són descendents genètiques de les cèl·lules mare Krt17+ del dom tàctil. Les cèl·lules de Merkel del dom tàctil són recanviades cada 7–8 setmanes a l'epidermis adulta. El dom tàctil és un nínxol autònom de cèl·lules mare.